# La Comtesse Hachisch
La Comtesse Hachisch est un film sorti vers 1935, apparemment tourné dans le sud de la France, à Nice et à Antibes.

## Synopsis
À la tête du brick-goélette Lili, le capitaine Mario « Droit-devant » se retrouve impliqué dans un trafic de marijuana mené par une aristocrate surnommée « La Comtesse Hachisch ».

## Fiche technique
- Titre : La Comtesse Hachisch
- Réalisation : inconnu
- Scénario : inconnu
- Musique : inconnu
- Production : France/circa
- Pays d'origine : France (?)
- Format : Noir et blanc  - 35 mm
- Genre : aventure, polar
- Durée : 61 minutes
- Date de sortie : entre 1930 et 1935

Sources : Cinémathèque française

## Autour du film
- Ne contenant pas de générique, presque rien n'est connu de ce film (qui semble par ailleurs inachevé), que ce soient ses origines, son réalisateur ou ses acteurs. Ses bobines (sous forme de négatifs nitrate) furent retrouvées en 1993 lors d'un déménagement et cet enregistrement fut publiquement redécouvert le 18 février 2006 par quelques cinéphiles français lors de la deuxième « Nuit excentrique » organisée par la Cinémathèque française[1] en partenariat avec Nanarland.

## Article annexe
- Psychotrope au cinéma et à la télévision